# Мушская равнина
Мушская равнина (арм. Մշո դաշտ, Մուշի դաշտ), также Таронская равнина — вторая по величине равнина на Армянском нагорье, в среднем течении Восточного Евфрата. Ныне располагается в Турции.

## Расположение и климат
Мушская равнина — это ступенчатый спуск с волнистой поверхностью в системе Армянского Тавра. Длина составляет около 65 км. Расположена на высоте 1200—1500 метров. По Мушской равнине течет река Арацани — важнейший приток Евфрата. Климат континентальный, в среднем от 0 до 4 °C в январе и от 24 до 26 °C в июле. Типичен для степной растительности. Редкие леса и кустарники встречаются в долинах рек и предгорных долинах.

## Строение
В основании лежат олигоцен-миоценовые рифленые известняково-мергелевые образования, покрытые антропогенными озероведческими и аллювиальными отложениями.

## История
С древних времен равнина заселена армянами. На территории Мушской равнины располагался древний языческий храмовый город Аштишат. Равнина берет свое название от города Муш. Анонимный персидский автор XIII века в своей работе «Чудеса мира» говорил о городе:
В Армении есть город Муш. Одну половину его населения составляют мусульмане, другую — неверные. Они необычайно красивой внешности.
Армяне, жившие на Мушской равнине, занимались земледелием и скотоводством. Равнина была одним из густонаселенных и плодородных районов Западной Армении. В конце XIX — начале XX века территория Мушской равнины стала полем битвы между Армянскими фидаи, курдскими племенами и кавалеристами хамидие.

### Геноцид армян
До Геноцида армян население Мушской равнины составляло 142 000 человек, из которых 93 000 (65,5 %) — армяне. В марте 1915 года начались погромы армянского населения Мушской казы. В ходе Геноцида коренное население было истреблено. В результате население Мушской равнины почти полностью изменилось.